# Refuge Aoste
La refuge Aoste est un refuge alpin, situé dans le haut val de Bionaz, dans la commune du même nom, à 2 781 mètres d'altitude.

## Histoire
Le premier refuge fut bâti en 1908 et détruit par une avalanche en 1951. Il fut rebâti et inauguré en 1956, mais en 1990 le vent arracha son toit. La structure actuelle remonte à 1995, date de la dernière inauguration.

## Caractéristiques et informations
Ce refuge se situe sur une terrasse naturelle qui domine le vallon de Tsa de Tsan, au pied du glacier du même nom de la Tête de Valpelline. Il dispose de 24 chambres et d'un local à l'étage pour l'hiver, ouvert toute l'année, avec 14 lits.

## Accès
Après avoir quitté le chef-lieu de Bionaz, on rejoint le lac de Place-Moulin (1 950 mètres), on le côtoie, on atteint le refuge Prarayer (2 005 mètres), on remonte la cuvette occupée autrefois par l'ancien glacier du Tsa de Tsan. Le long de la dernière partie du sentier, des chaînes et des marches ont été fixées pour aider les randonneurs. Du parking près du lac de Place-Moulin, on gagne le refuge Aoste en 4 heures environ.

## Ascensions
- Dent d'Hérens - 4 171 mètres
- Tête de Valpelline - 3 802 mètres
- Tête Blanche - 3 710 mètres
- Dents des Bouquetins - 3 838 mètres
- Mont Brûlé - 3 591 mètres

## Traversées
- Refuge Mont Rose - 2 795 mètres
- Refuge Nacamuli au col Collon - 2 818 mètres
- Cabane des Vignettes - 3 157 mètres
- Cabane de Bertol - 3 311 mètres